# Alf Houlberg
Alf Houlberg (9. oktober 1921 – 12. november 2001) var en dansk modstandsmand og biopat,  medlem af modstandsgruppen Churchill-klubben i Aalborg under Besættelsen.
Alf Houlberg var en af de første sabotører under krigen, idet han allerede på besættelsesdagen 9. april 1940 begyndte at punktere tyske biler og at klippe forbindingskabler over. Han blev medlem af Churchill-klubben i begyndelsen af 1942, men blev arresteret 8. maj 1942 og idømt fire og et halvt års fængsel den 11. juni 1942, men foretog flere "udbrud" fra arresten og fortsatte sabotagen. Alf Houlberg blev senere ved en tysk krigsret idømt femten års fængsel i Tyskland, men blev overført til Horsens Tugthus, hvorfra han før sin overførsel til Horserødlejren blev befriet ved en aktion 30. december 1944. 
Houlberg fortsatte ufortrødent sabotagearbejdet; nu i Randers, hvor han blandt andet var med til at sabotere værnemagtens minestrygere i Randers Havn. Ved krigens afslutning var Alf Houlberg således aktiv som næstkommanderende i modstandsbevægelsen i Randers.